# Вітезслав Незвал
Вітезслав Незвал (чеськ. Vítězslav Nezval; 26 травня 1900, Біскупки, Моравія, Австро-Угорщина — 6 квітня 1958, Прага, Чехословаччина) — чеський поет, прозаїк і перекладач, співзасновник поетизму, основний представник чеського сюрреалізму.

## Біографія
Народився В. Незвал 26 травня 1900 року в селі Біскупки у Моравії в родині сільського вчителя. У 1903 році родина переїхала до села Шеміковіце, про яке поет часто згадував у своїх працях (напр. «З мого життя»).
У 1911 році він вступив до гімназії у місті Тршебічі, навчання у якій завершив у 1919 році. Під час першої світової війни потрапив до лав австро-угорської армії, але через хворобу вже за рік отримав звільнення.
Після війни Незвал вступив на юридичний факультет Брненського університету. Провчившись семестр у місті Брно, перевівся на філософський факультет Карлового університету в Празі.
У 1922 році вступив до угрупування «Деветсил», прихильниками якого розроблялася програма пролетарського мистецтва.
У 1923 році Незвал разом з Карелом Тейге «винайшли» поетизм, який в історію літератури увійшов як найвпливовіша чеська авангардистська течія.
У 1924 році Незвал вступив до лав комуністичної партії Чехословаччини. У 1924—1925 роках працював секретарем редакції наукового словника Томаша Гарика Масарика.
У сезоні 1928—1929 років працював драматургом Звільненого театру, де познайомився зі своєю майбутньою дружиною Франтішкою Ржеповою.
Незвал часто подорожував, відвідав Францію, Монако, Італію та СРСР. Найважливішою була його перша подорож до Франції 1933 року, під час якої письменник познайомився з французьким поетом Андре Бретоном та іншими французькими сюрреалістами. Уже в березні 1934 року Незвал заснував угрупування чеських сюрреалістів у Празі і уклав маніфест «Сюрреалізм в ЧСР».
У 1938 році з політичних міркувань Незвал відійшов від сюрреалізму. Також у тому ж році було розпущено і саме угрупування.
Роки окупації Чехословаччини під час другої світової війни поет провів у Празі, не скориставшись наданою йому можливістю емігрувати. Після війни Незвал починає активно співпрацювати з комуністичною партією ЧСР. Його творчість цього періоду визначалася стилем будівничої поезії і була намаганням автора знайти самого себе у соціалістичному реалізмі.
У 1948 році Незвал одружився з Франтішкою Ржеповою, з якою прожив до самої смерті.
У 1953 році поета нагородили Золотою медаллю Всесвітньої Ради Миру за поему «Пісня світу». У 1956 році на II з'їзді Спілки чехословацьких письменників він виступив з доповіддю «Про деякі проблеми сучасної поезії», в якій обґрунтував місце чеської літератури у світовому літературному процесі.
Помер Незвал 6 квітня 1958 року від серцевої недостатності, яку спричинило запалення легень. Похований у Празі на Вишеградському кладовищі.

## Творчість

### Рання творчість
- «Весна» (Jaro)
- «Меланхолійні вампіри» (Melancholičtí upíři)
- «Міст» (Most, 1922) — написана під впливом пролетарської поезії. Своє відображення у збірці знаходить період шкільного навчання письменника. Тут він згадує і про свій дім.
- «Вечірні» (Večerní)
- «Пси та інші історії» (Psi a jiné povídky)

### Поетизм
- «Пантоміма» (Pantomima, 1924) — перша поетична збірка письменника.
  - «Абетка» (Abeceda)
  - «Дивовижний чарівник» (Podivuhodný kouzelník, 1922)
  - «Папуга на мотоциклі» (Papoušek na motocyklu) — програмна стаття поетизму.
- «Вірші на листівці» (Básně na pohlednice, 1926)
- «Написи на могилах» (Nápisy na hroby, 1926) — невелика поетична проза.
- «Пригоди ночі та віяла» (Dobrodružství noci a vějíře, 1927)
- «Гра в кості» (Hra v kostky, 1928)
- «Вірші ночі» (Básně noci, 1930)
- «Дивовижний чарівник» (Podivuhodný kouzelník) — цей вірш став символом поетизму. Чарівник приходить в цей світ для того, щоб навчити людей радіти життю.
  - «Акробат» (Akrobat, 1927) — переламний вірш у творчості В. Незвала, написаний під впливом поеми Г. Аполлінера «Зона». Перша і третя частини створюють рамку поеми — монотематичну, написану в минулому часі, з оповіддю від третьої особи. Друга частина має зовсім іншу побудову. Тут ліричний герой представляє читачу образи зі свого життя, вживаючи теперішній час. Окремі образи поєднуються між собою асоціативно, характерними є політематичність та елементи автобіографії. Вірш сповнений вільних асоціацій, тут вживається метод автоматичного письма, відсутні знаки пунктуації. Сам вірш є непрямою полемікою з традицією європейської поезії.
  - «Едісон» (Edison) — у цьому творі поет замислюється над тим, що залишається від людини після її смерті, і приходить до висновку, що це її творіння. Образ Едісона у поемі уособлює собою позитивні риси, які надають життю необхідні імпульси. Цьому світу протистоїть світ гравців, які є носіями негативних якостей, що призводять до порожнечі життя.
- «Сніданок у траві» (Snídaně v trávě, 1931)
- «Ян у смутку» (Jan ve smutku, 1931)
- «Скляний плащ» (Skleněný havelok, 1932) — у збірці починають з'являтися перші ознаки сюрреалізму.
- «Зворотній квиток» (Zpáteční lístek, 1933)
- «До побачення і хустинка» (Sbohem a šáteček, 1934) — ліричний щоденник подорожей Італією та Францією, який містить ознаки сюрреалізму.

### Сюрреалізм
- «Жінка у множині» (Žena v množném čísle, 1936).
- «Прага з пальцями дощу» (Praha s prsty deště, 1936).
- «Абсолютний могильник» (Absolutní hrobař, 1937).

Цього періоду також були анонімно видані збірки, в яких не було жодних ознак сюрреалізму та які стоять окремо від усієї творчості Незвала:
- «52 гіркі балади вічного студента Роберта Давіда» (52 hořkých balad věčného studenta Roberta Davida, 1936) — у цих баладах автор звертається безпосередньо до читача, а в кінці кожної з них міститься так зване послання. У цій збірці він звертається до актуальних проблем сучасного йому суспільства. Всі балади мають сильне соціальне наповнення і виражають вірю поета у світову революцію.
- «100 сонетів рятівниці вічного студента Роберта Давіда» (100 sonetů zachránkyni věčného studenta Roberta Davida, 1937).
- «70 віршів з підземного світу на прощання з тінню вічного студента Роберта Давіда» (70 básní z podsvětí na rozloučenou se stínem věčného studenta Roberta Davida, 1938).

У 1938 році В. Незвал відійшов від сюрреалізму і вивів свою поезію за межі особистих цінностей:
- «Мати Надія» (Matka Naděje, 1938) — написана під впливом тяжкої хвороби його матері.
- «П'ять хвилин за містом» (Pět minut za městem, 1939) — була реакцією на загрозу Чехословаччині з боку фашистської Німеччини.

### Соціалістичний реалізм
- «Історичний образ» (Historický obraz, 1945)
- «Великий орлой» (Velký orloj, 1949)
- «Сталін» (Stalin, 1949)
- «Пісня миру» (Zpěv míru, 1950)
- «З батьківщини» (Z domoviny, 1951)
- «Крила» (Křídla, 1952)
- «Волошки і міста» (Chrpy a města, 1955)
- «Незавершена» (Nedokončená, 1960)

### Проза
Переважна більшість його прозових творів була видана в період з 1929 до 1934 року. Твори зосереджені на сфері підсвідомого.
- «Хроніка з кінця тисячоліття» (Kronika z konce tisíciletí)
- «Одержимість» (Posedlost)
- «Вона хотіла пограбувати лорда Бламінгтона» (Chtěla okrást lorda Blamingtona)
- Dolce farniente
- «Пан Марат» (Pan Marat)
- «Монако» (Monako) — повість
- «Карнавал» (Karneval) — повість
- «Валерія і тиждень див» (Valérie a týden divů, 1932) — «чорний» роман, за яким був відзнятий фільм у 1970 році.
- «Аночка ельф і Солом'яний Губерт» (Anička skřítek a Slaměný Hubert) — для дітей
- «Речі, квіти, тваринки і люди для дітей» (Věci, květiny, zvířátka a lidé pro děti)
- «З мого життя» (Z mého života) — автобіографія, про поетизм.

У 1935—1938 роках вийшли книжки, написані у формі своєрідного путівника:
- «Небачена Москва» (Neviditelná Moskva, 1935)
- «Вулиця Жі-ле-Кюр» (Ulice Git-le-Coeur, 1936)
- «Празький перехожий» (Pražský chodec, 1938)

### Драматургія
- «Коханці з кіоску» (Milenci z kiosku, 1932)
- Manon Lescaut (1940) — одна з найкращих праць В. Незвала. Loretka (1941)
- «Сьогодні ще заходить сонце над Атлантидою» (Dnes ještě zapadá slunce nad Atlantidou, 1956) — про небезпеку ядерної війни.
- «Три мушкетери» (Tři mušketýři) за А. Дюма.
- «Новий Фігаро» (Nový Figaro)
- «Захована на сходах» (Schovávaná na schodech)

### Інше
Також Незвал видав енциклопедію сучасних поетичних напрямів та декілька літературознавчих студій, присвячених Іржі Волкеру, Карелу та Йозефу Чапекам, Ярославу Врхліцькому, Петру Безручу тощо.
Переклав декілька праць Андре Бретона:
- «Що таке сюрреалізм» (Co je surrealismus)
- «Надя» (Nadja)

## Переклади українською
Українською мовою окремі твори В. Незвала перекладали А. Павлюк, П. Тичина, М. Рильський, М. Бажан, А. Малишко, Г. Кочур, Є. Дроб'язко, В. Житник, П. Перебийніс та інші.